# Brandfort
Brandfort est une ville agricole située dans la province de l'Etat Libre en Afrique du Sud. Elle est célèbre pour le camp de concentration britannique qui y fut construit pour interner les Boers durant la seconde guerre des Boers et pour avoir été le lieu de bannissement de Winnie Mandela à la fin des années 1970. 

## Historique

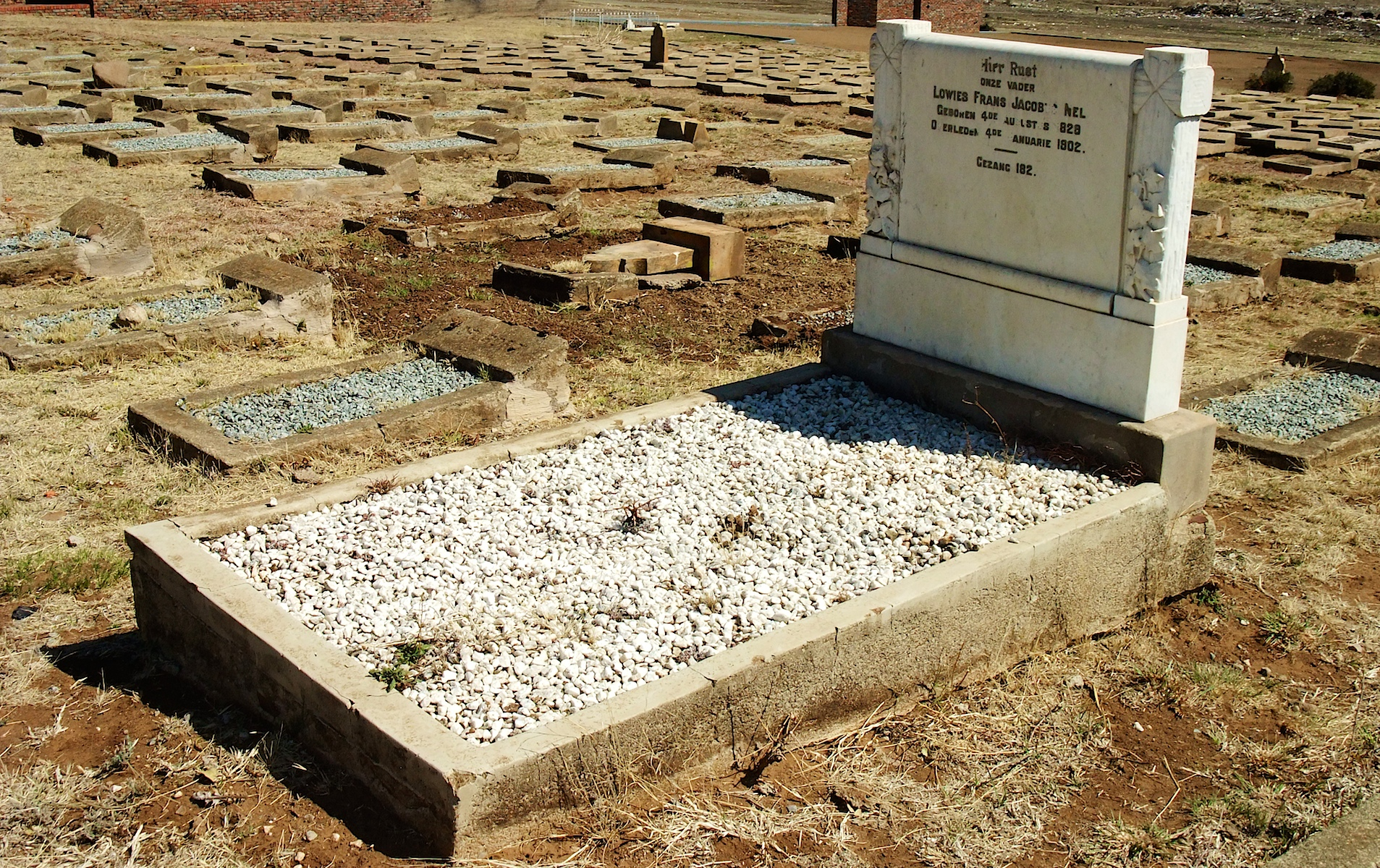
Cimetière du camp de concentration de Brandfort

La localité fut fondée en 1866 dans la république boer de l'État libre d'Orange, sur les terres de la ferme du voortrekker Jacobus van Zijl et baptisée en l'honneur du président de l'État, Johannes Henricus Brand. En 1874, la localité accède au statut de ville puis à celui de municipalité en 1884 et fut temporairement capitale de l'État libre d'Orange durant la seconde guerre des Boers (1899-1902). 
Après la prise de la ville par les Britanniques, un camp de concentration, divisé en deux sections, y est construit pour interner plusieurs milliers de femmes et enfants boers, expulsés de leurs fermes et de leurs villes mais aussi les populations noires qui vivaient à leurs côtés. 
En 1977, durant la période de l'apartheid, Winnie Mandela est l'objet d'une mesure de bannissement dans le township de Brandfort qu'elle décrit comme un hameau rural, terne et poussiéreux avec des maisons sans imagination, un hôtel à deux étages à l'ancienne, de petites boutiques le long de la rue principale et une atmosphère envahissante de léthargie et d'inactivité.

## Démographie
Selon le recensement de 2011, la ville de Brandfort comprend 3 134 résidents principalement issus de la communauté noire (52 %) et de la communauté blanche (45%). Les habitants de la ville sont à 49 % de langue maternelle afrikaans et à 35 % de langue maternelle sesotho.
La banlieue urbaine de Brandfort comprend le township de Majemasweu, 9 765 résidents (98 % de noirs), ce qui en fait la plus dense localité de l'ensemble de la zone rurale et urbaine de Brandfort.

## Économie
Le district de Brandfort est rural. On y pratique l'agriculture et l'élevage de mérinos, de bovins de race afrikaner, de Bonsmara et de porcs.

## Lieux et monuments d'intérêts
- Camp de concentration de Dwyersdorp
- Ferme De Aap du Président Charles Swart
- Maison du Vice-Admiral Weston (constructeur du premier aéroplane d'Afrique du Sud)
- Voortrekker Memorial
- Maison de Winnie Mandela (township de Majwemasoeu)
- Barrage de Palmietfontein

## Personnalités liées à la ville
- W.A. Maree, né à Brandfort
- André McDonald, mort à Brandfort
- Basie Viviers, mort à Brandfort
- Kagisho Dikgacoi, né à Brandfort
- Hendrik Verwoerd, réside à Brandfort et y obtient son diplôme (équivalent Bac français) de fin d'enseignement secondaire (1917-1919)